# Astyris diaphana
Astyris diaphana is een slakkensoort uit de familie van de Columbellidae. De wetenschappelijke naam van de soort is voor het eerst geldig gepubliceerd in 1882 door A. E. Verrill.